# Zopenitzen
Die Zopenitzen (auch Zopenitztal) ist ein Tal in der Gemeinde Heiligenblut in Kärnten und liegt als Seitental im oberen Mölltal.

## Lage
Die Zopenitzen ist ein kleines Hochtal südlich von Heiligenblut in der Schobergruppe. Es wird vom Zopenitzenbach, einem rechten Zubringer der Möll, durchflossen. Das Einzugsgebiet beträgt fünf Quadratkilometer.
Das Tal wird umrahmt von Kreuzkopf (2497 m) und Talderkopf (2538 m) im Norden, den Langtalköpfen (2876 m) im Westen und von Fleckenkopf (2483 m) und Egger-Wiesenkopf (2268 m) im Süden. Im Osten fällt das Tal über eine Steilstufe zur Möll ab.
Über diese Steilstufe fällt der Bach über die drei Kaskaden des Jungfernsprungs 130 Meter in die Tiefe.

## Geologie
Das Gebiet auf der Südwestseite der Möll ist ein schwer begehbarer Steilhang. Zuunterst liegt ein Paket aus Dolomit und Rauhwacke, Quarzit, dunklem Phyllit sowie Muskovit, die beim Jungfernsprung unter Schutt versinkt. Darüber liegt eine mächtige Serpentinmasse, darauf in einer Mächtigkeit von 700 bis 800 Metern eine Schieferhülle bestehend aus Kalkglimmerschiefer, Granatphyllit, Serpentin und Grünschiefer. Wieder darauf befindet sich die „Matreier Zone“, beginnend mit dunklem Phyllit, grünlichem Muskovitphyllit, Quarzitschiefer, Grünschiefer, Kalkphyllit und einem schmalen Dolomit-Marmor-Zug am Ost-Ausläufer des Egger-Wiesenkopfes. Darauf folgen mesozoische Ablagerungen mit Triasdolomit und hier in der Zopenitzen primär diskordant aufgelagerte Lias-Brekzie. In diese Sedimente sind altkristalline Gesteine wie Glimmerschiefer, Orthogneise und Serpentine eingeschuppt.
Auffallend ist die Diskordanz des Altkristallins über der Matreier Zone. In der Zopenitzen fallen die parallelen Lagen der altkristallinen Glimmerschiefer, Paragneise, Amphibolite und Granitgneise steil nach Nordosten, während die Schichten der Matreier Zone mittelsteil nach Südwesten und Westen einfallen. Besonders deutlich sieht man das in der Felswand 370 Meter südöstlich der Schmied-Alm in der Zopenitzen.

## Trivia
Der Name „Jungfernsprung“ für den Wasserfall entstand nach einer Sage. Ein Bauernmädchen wurde vom Satan in der Gestalt eines Jägers verfolgt. Um ihre Jungfräulichkeit zu retten, sprang es über die Klippe, wurde aber von Engeln getragen und landete beinahe unversehrt am Fuß des Wasserfalles.